# 1931-es westminsteri statútum
Az 1931-es westminsteri statútum (angolul rövid címén Statute of Westminster 1931, teljes címe An Act to give effect to certain resolutions passed by Imperial Conferences held in the years 1926 and 1930.) az Egyesült Királyság Parlamentjének egy törvénye (22 & 23 Geo. V c. 4, 1931. december 11.) mely létrehozta a törvényhozási egyenlőséget a Brit Birodalom önkormányzati joggal rendelkező domíniumai és az Egyesült Királyság közt, néhány megmaradt kivétellel. A statútum a nemzeti törvény része minden Nemzetközösségi királyságban, tehát nem lett hatályon kívül helyezve az alkotmányok megváltozásával.
A statútum történelmileg azért fontos, mert elhozta ezen országok törvényhozási önállóságát, vagy azonnal, vagy a ratifikáció után. A westminsteri parlamentnél visszamaradt jogok nagy részét megszüntették a későbbi törvények. A jelenlegi fontossága abban áll, hogy megállapítja a Nemzetközösségi királyságok és a Korona közti kapcsolatot.

## Alkalmazása
A statútum az 1931-beli domíniumokra vonatkozott: Ausztrál Nemzetközösség, Kanadai Domínium, az Ír Szabadállam, Újfundlandi Domínium, Új-Zélandi Domínium és a Dél-Afrikai Unió. Nem tartalmazta azon törvények megváltoztatását, amelyeken a kanadai és az ausztrál alkotmány alapul.
A statútum nem vonatkozott Ausztráliára, Új-Zélandra és Újfundlandra, amíg azok parlamentjei nem ratifikálták. Ausztrália 1942-ben ratifikálta, azonban, hogy tisztázzák a kormány háborús jogait, 1939. szeptember 3-ai visszamenőleges dátummal a második világháború kitörésének időpontjától tették azt. Új-Zéland a statútumot 1947. november 25-én fogadta el a Statute of Westminster Adoption Acttel. Újfundland soha nem ratifikálta a statútumot, a kormánya kérésére az Egyesült Királyság 1934-ben visszaállította a közvetlen uralmat és azt fenntartotta 1949-ig, amikor Újfundland Kanada egyik tartománya lett.

## Egyenlőségi rendelkezések
A statútum érvénybe léptetett bizonyos, az 1926-os és 1930-as Birodalmi Konferenciákon elfogadott politikai határozatokat, különösen az 1926-os Balfour-nyilatkozatot. Az egyik hatás a brit parlament domíniumok feletti birodalmi hatalmi kötelékének feloldása volt. Az 1865-ös Colonial Laws Validity Act (Törvény a gyarmati törvények érvényességéről) alkalmazását a domíniumok körében megszüntette. A statútum elfogadása után a brit kormány többé nem hozhatott törvényeket a domíniumok számára, kivéve annak kérésére és egyetértésével.
Nem hozott a statútum változásokat az Ausztrália, Kanada és Új-Zéland alkotmányát létrehozó törvénykezésben. Ez azt jelentette például, hogy sok alkotmányos változtatás megkövetelte a Brit Parlament beavatkozását, igaz, a domíniumok fent leírt kérésére és egyetértésével. Ezeket a megmaradt jogokat a Canada Act 1982 (Kanada törvény), az Australia Act 1986 (Ausztrália törvény), és a New Zealand Constitution Act 1986 (Új-Zéland alkotmánya törvény) törölték csak el.
A statútum fő szakasza kimondja:
A törvény elfogadása után az Egyesült Királyság Parlamentjének egyetlen törvénye sem terjedhet ki, vagy tekinthető kiterjedőnek egy domíniumra, mint annak a domíniumnak a belső törvénye, kivéve ha kifejezetten deklarálva van abban a törvényben, hogy a domínium kérte és beleegyezett a törvény alkalmazásába.
Azt is törvénybe iktatták, hogy:
Jelen törvény hatályba lépése után egy domínium parlamentjének semmilyen törvénye és semmilyen törvényének rendelkezése nem tekinthető semmisnek vagy érvénytelennek azon az alapon, hogy ellenszenves Anglia törvényének vagy az Egyesült Királyság létező, vagy jövőbeli törvényei rendelkezéseinek, vagy bármilyen parancsnak, szabálynak vagy szabályozásnak, amelyet ilyen törvény alapján készítettek, és a domínium parlamentjének jogai közé tartozik a hatályon kívül helyezése vagy módosítása bármely ilyen törvénynek, parancsnak, szabálynak, szabályozásnak, amennyiben azok részei a domínium törvényeinek.
A statútum 9-es szakaszának rendelkezései szerint a brit parlamentnek továbbra is megvolt a joga, hogy az ausztrál államokra vonatkozóan törvényeket hozzon, ugyanakkor azt az alkotmányos gyakorlat szerint kellett tennie. A gyakorlatban nem éltek ezzel a joggal, és az Australia Act 1986 megszüntette ezeket a jogokat.

## Fordítás
Ez a szócikk részben vagy egészben a  Statute of Westminster 1931 című angol Wikipédia-szócikk ezen változatának fordításán alapul.  Az eredeti cikk szerkesztőit annak laptörténete sorolja fel. Ez a jelzés csupán a megfogalmazás eredetét és a szerzői jogokat jelzi, nem szolgál a cikkben szereplő információk forrásmegjelöléseként.